# WAPDA FC
WAPDA FC（英: WAPDA FC）は、パキスタンのパンジャーブ州ラホールを本拠地とするサッカークラブである。パキスタン・プレミアリーグに所属する。

## 概要
WAPDAとは、電力水資源省(英: Water and Power Development Authority、英語版の記事)の略称で、電力水資源省のサッカー部が母体となって1983年に設立された。国内リーグではPIA FCに次ぐ8回の優勝を誇る国内屈指の強豪クラブである。AFCチャンピオンズリーグの前身であるアジアクラブ選手権にも1991-92シーズンに出場している。また、AFCプレジデンツカップにも4回出場している。

## 獲得タイトル

### 国内タイトル
- パキスタン・プレミアリーグ：8回
  - 1983, 1991, 2001, 2003, 2004, 2007-08, 2008, 2010

## 歴代所属選手
- タンヴェール・アフメド（英語版） 2002-2007